# چیپینگ اونگار
latitudeچیپینگ اونگارlongitudeچیپینگ اونگار
چیپینگ اونگار (به انگلیسی: Chipping Ongar) یک شهرک در بریتانیا است که در اسکس واقع شده‌است.